# Генрік Мейнандер
Ка́рл Ге́нрік Мейна́ндер (швед. Carl Henrik Meinander; *19 травня 1960, Гельсінкі, Фінляндія) — фінський історик, журналіст, редактор і громадський діяч.
Має звання професора й посаду заступника декана факультету мистецтв. Член Королівської академії наук, лауреат премії «Фінляндія». У сферу його зацікавлень входять соціологія, проблематика освітньої системи, історія спорту, однак передусім історія Скандинавії, особливо ж новітня історія Фінляндії. Пише шведською, фінською й англійською мовами. Син Карла Фредріка Мейнандера, внук Карла Конрада Мейнандера.

## Особисті дані
Генрік Мейнандер походить із давнього шведського шляхетського роду, що жив у Фінляндії ще в середньовіччі й славився науковцями, військовиками та політиками. Родоначальником вважається перший документально засвідчений Мейнандер — виборзький повітовий писар Сакаріас Улоффсон († після 1708 р.). Його син — це коронний фоґт Улоф (1687–1725). Коронним фоґтом був також Юган Вільгельм (1715–1784), його старший син Карл Фредрік (1759–1803) працював викладачем, а молодший Адольф (1762–1804; разом із лицарським титулом він прийняв прізвище Едельсверд) став губернатором Оулу. Його син Адольф Вільгельм Едельсверд (1824–1919) — це видатний архітектор, що запроектував, зокрема, залізничні вокзали у Стокгольмі, Гетеборґу та Мальме. Дід Генріка Мейнандера Карл Конрад (1872–1933) плідно працював у галузі історії мистецтва, а батько — Карл Фредрік Мейнандер (1916–2004), був визначний археолог, професор Гельсінського університету. Два батькові кузени — це науковець і політик Тур Нільс Гільдінґ Мейнандер (1910–1985) та відомий правник Раґнар Мейнандер. З материного боку Генріка Мейнандера слід згадати професора Гуґо Едварда Піппінґа — політолога, журналіста й державного діяча, а також письменника Ернульфа Тіґерстедта і його рідного брата Еріка Тіґерстедта — великого фінського винахідника. Генрікова дружина Пяйві Мейнандер працює викладачем, у цій сім'ї четверо дітей: Ганна (*1990), Марія (*1991), Геді (*1994) і Якоб (*2005).

## Освіта
1984-го року Генрік Мейнандер закінчив курс гуманітарних наук Гельсінського університету. 1987-го у цьому ж навчальному закладі здобув диплом з особливою відзнакою, спеціалізувавшись у галузях соціології, історії мистецтва, а головно — в історії Фінляндії й усієї Скандинавії. 1991-го він став магістром, закінчивши з особливою відзнакою докторантуру в університетах Ґлазґо та Гельсінкі, на якій навчався відповідно у 1988-89 рр. і 1990 р. 1994-го Генрік Мейнандер здобув науковий ступінь доктора філософії, захистивши з особливою відзнакою в Гельсінському університеті дисертацію «До буржуазної змужнілости: фізичне виховання хлопчиків у скандинавських середніх школах 1880–1940 років».

## Наукова й громадська діяльність
У 1986-87 рр. Генрік Мейнандер викладав історію в середній школі, з 1990-го по 1999 рік працював молодшим викладачем історії в Гельсінському ун-ті, водночас (до 1997-го) будучи куратором музею Маннергейма. У 1997-му став доцентом цього ж університету, у 2001-му — професором. З 2001-го по 2002 р. обіймав посаду директора Інституту Фінляндії у Стокгольмі. У 2004–2006 рр. очолював історичний факультет Гельсінського університету. З 2000-го працює у Фінській академії наук — зокрема, в проекті «Шведська історія Фінляндії». Брав і бере участь у діяльності різних експертних груп, які вивчали питання про долю військовополонених у Фінляндії з 1939-го по 1955 рр., оцінювали викладання історії у вищих навчальних закладах Естонії та Швеції й розвивали дослідницьку програму «Терени Скандинавії після 1800 року». Співпрацює з міністерством культури Фінляндії, будучи членом Наукового спортивного комітету та експертної групи, яка наглядає за додержанням закону про свободу совісти.
Як редактор, Генрік Мейнандер з 1991-го по 2005-й працював у журналі «Historisk Tidskrift för Finland», причому останніх п'ять років був головою редколегії. У 1994-1997 рр. він реґіональний редактор газети «The International Journal of the History of Sport», а з 1997-го — член її міжнародної редакції. У 2002–2011 роках очолював редакцію енциклопедичного видання Biografiskt Lexikon för Finland — Біографічного словника для Фінляндії. З 2005 р. Мейнандер — науковий консультант німецького видання «Nordeuropaforum». Як учений, журналіст і публіцист, опублікував багато наукових і науково-популярних статей на історичні й актуальні теми в часописах «Newsletter for the Finnish Institute in London», «Historisk Tidskrift för Finland», «The International Journal of the History of Sport», «Stadion. International Zeitschrift für Geschichte des Sports», «Books from Finland», «Byggnadshistorisk Tidskrift», «Nordisk Tidskrift», «Hiidenkivi», «Historiallinen Aikakauskirja», «Helsingin Sanomat», «Svenska Dagbladet», «Aamulehti», «Nya Argus», «Sodan Lehdet», «Historia», «Humanistilehti», «Glorian Antiikki», «Helsinges Tidning», «Västra Nyland» та інших, вів колонку в газеті «Hufvudstadsbladet».
З 1998-го Генрік Мейнандер є членом Фінського історичного товариства. У 2002 р. його прийняли в Королівську академію наук (Швеція) і Королівське товариство видавання рукописів, пов'язаних із історією Скандинавії. З 2003-го і 2005-го відповідно він член Фінського наукового товариства та Союзу Карла Югана. Нині Генрік Мейнандер голова музейного комітету й член ради Товариства Сіґне і Ане Юлленберґ, голова історичної секції Шведського літературного товариства у Фінляндії, член ради Фонду Елли і Ґеорґа Ернроотів, член ради Культурного центру Ханасаарі, член ради Шведського фонду культури, член ради Делегації наукових товариств. Крім того, він, будучи інспектором, опікає Нюландське студентське земляцтво при університеті в Турку.
Лауреат премії «Фінляндія» (Svenska Akademiens Finlandspris) за 2007 рік, яку Шведська академія щороку присуджує за значні внески в шведськомовну культуру Фінляндії.
2017 року Генрік Мейнандер очолив Шведське літературне товариство у Фінляндії.

## Деякі аспекти творчости
У своїй творчості Генрік Мейнандер відзначається незалежністю думок та суджень про історію, він сміло відходить від стереотипів, і з цього погляду характерна його «Історія Фінляндії: лінії, структури, переломні моменти». Коли треба, він застосовує нетрадиційні способи, як-от у книжці «Фінляндія, 1944: війна, суспільство, настрої». У наш час, коли невпинно розширюється поле воєнно-історичних досліджень і через спеціалізацію та розгалуження звужується кут зору на контекстуальні та структуральні питання, автор зводить воєдино наявні дані про війну, суспільство та настрої в ньому 1944 року, щоб узагальнити роль Фінляндії й усього реґіону Балтійського моря в кінцевій фазі Другої світової. Поле досліджень фраґментують у всіх галузях науки, в історіографії теж, а таке сприяє тому, що проблему моралі й провини часів Другої світової війни тепер розглядають у дедалі вужчому, а отже, й дедалі більш оманливому контексті. Тому-то автор, на відміну від багатьох, розвиває тему того, щó тогочасні суб'єкти дії знали й відчували, між чим могли робити вибір і за що були відповідальні як особистості, соціальні групи та народи. Він старається об'єктивно й безсторонньо витлумачити лінію поведінки кожної з історичних осіб. Генрік Мейнандер веде мову про те, як розвинувся той чи інший погляд, різновид політики чи галузь народного господарства за минулі десятиліття; про те, які тенденції з'явилися після війни, які ментальні й ідеологічні наслідки Другої світової війни тривалий час впливали на культуру мислення та національну свідомість фінів. Водночас автор поєднує панорамність із тим же таки фраґментуванням, подаючи своєрідний «зум» різних ділянок тодішнього життя у Фінляндії, і це дозволяє читачеві особливо добре відчути дух часу. Цим двом книжкам, як і всій творчості Мейнандера, притаманні прозорість викладу і вправність пера. Всі його монографії легко й цікаво читати, як белетристику. Згадані українські переклади творів Мейнандера мають ще й ту цінність, що дають можливість нашому читачеві (хай хоч які в нього погляди) зіставити історію Фінляндії та України, багато в чому подібну, й зробити належні висновки.
Твори Генріка Мейнандера перекладено албанською, англійською, білоруською, грецькою, естонською, латиською, литовською, німецькою, російською, українською і фінською мовами.

## Наукові твори
- Towards a Bourgeois Manhood: Boys' Physical Education in Nordic Secondary Schools 1880—1940, The Finnish Society of Sciences and Letters 47:1994, Helsingfors 1994, 250 p. (Diss.) — «До буржуазної змужнілости: система фізичного виховання хлопців у скандинавських середніх школах у 1880 — 1940 роках»
- Lik martallen, som rågfältet. Hundra år finlandssvensk gymnastik. Finlands Svenska Gymnastikförbund 1896—1996, Helsingfors 1996, 176 s. — «Як сосонка, як лан жита. Сто років фінляндсько-шведської гімнастики»
- Finlands historia, del 4, Schildts: Esbo 1999, pp 33–560. ISBN 951-50-0883-2 — «Історія Фінляндії», том 4
- Den nödvändiga grannen: Studier & inlägg, Schildts 2001: Esbo 2001, 328 s. — «Непозбувний сусід: дослідження і виступ»
- Kapital blir kultur: En blick på William Thurings livsverk och stiftelse, Helsingfors 2003, 62 s. — «Капітал стає культурою: погляд на життєву працю і товариство Вільяма Турінґа»
- Import & industri: Affärsmannen Walter Greuling och Finlands tekniska modernisering, Helsingfors 2005, 141 s. — «Імпорт та індустрія: торговець Вальтер Ґройлінґ і технічна модернізація Фінляндії»
- Finlands historia: Linjer, strukturer, vändpunkter, Söderströms: Helsingfors & Atlantis: Stockholm 2006, 261 s. — «Історія Фінляндії: лінії, структури, переломні моменти»
- Kekkografi och andra historiska spånor, Söderströms: Helsingfors 2008, 302 s. — «Кеккографія та інші історичні розвідки»
- Finland 1944: Krig, samhälle, känslolandskap, Söderströms: Helsingfors 2009, 428 s. — «Фінляндія, 1944: війна, суспільство, настрої»
- Republiken Finland igår och idag: Finlands historia från inbördeskriget till 2012, Schildts Söderströms: Häftad, Svenska, 560 s., — «Республіка Фінляндія вчора і сьогодні: історія Фінляндії від громадянської війни до 2012 року»
- Den långa vägen till ett folkstyrt samhälle: Den representativa demokratin och medborgarsamhället i Finland från år 1863 fram till våra dagar. Eduskunta, 2013. 22 s.
- Lysande exempel: Svenska normallyceum i Helsingfors 1864-2014. Helsingfors: Forna Normallyceister 2014, 173 s. ISBN 978-952-93-3920-4
- Historian kosto: Suomen talvisota kehyksissään. Helsinki: Siltala, 2015. ISBN 978-952-23-4327-7 — «Помста історії: Фінська зимова війна в її обрисі»
- Nationalstaten: Finlands svenskhet 1922—2015. Svenska litteratursällskapet i Finland 2016. Skrifter utgivna av Svenska litteratursällskapet i Finland, ISSN 0039-6842, 702:4. Finlands svenska historia, 4. ISBN 978-951-583-355-6 — «Національна держава: шведський дух у Фінляндії, 1922—2015»
- Självständighet och demokrati: Parlamentarikernas roll i Finlands historia 1917-1920, Riksdagen, 2016. 26 s.
- Gustaf Mannerheim: aristokrat i vadmal. Otava, 2017. ISBN 978-951-1-30422-7 — «Густав Маннергейм: аристократ у ряднині»

## Українські переклади
- Історія Фінляндії: лінії, структури, переломні моменти. — Львів: літературна агенція «Піраміда», 2009, 213 стор. Переклала Наталія Іваничук.
- Фінляндія, 1944: війна, суспільство, настрої. — К.: в-во «Темпора», 2010, 296 стор. ISBN 978-617-569-010-9. Переклав Олег Король.

## Нагороди
- 2002 — Премія товариства Оскара Ефлунда
- 2007 — Премія «Фінляндія» Шведської академії
- 2008 — Премія Фонду культури для Швеції і Фінляндії — за наукову діяльність
- 2010 — Премія Forna Nomallyceister, Årets Nors[1]
- 2016 — Премія «Народна освіта» Товариства друзів шведських шкіл (Svenska folkskolans vänners Folkbildningspris)
- 2017 — Отавська премія за наукову літературу
- 2017 — Премія Стіґа Рамеля
- 2017 — Велика премія за фахову літературу (Stora fackbokspriset) — за книжку «Густав Маннергейм: аристократ у ряднині»